# Samkelisiwe Zulu
Pour les articles homonymes, voir Zulu.
Samkelisiwe Zulu, née le 14 avril 1990, est une footballeuse internationale zimbabwéenne évoluant au poste d'attaquant.

## Biographie
Membre de l'équipe du Zimbabwe, elle participe avec son pays aux Jeux olympiques d'été de 2016 organisés au Brésil. Lors du tournoi olympique, elle doit se contenter du banc des remplaçants, et ne joue aucun match. Avec un bilan de trois défaites en trois matchs, 15 buts encaissés et seulement trois buts marqués, le Zimbabwe ne dépasse pas le premier tour du tournoi.